# بكالوريوس الطب اليوناني والجراحة
بكالوريوس الطب الشرقي والجراحة (BEMS) أو بكالوريوس الطب اليوناني والجراحة (BUMS) حاصل على درجة البكالوريوس في الطب اليوناني والجراحة الممنوحة عند التخرج من كلية الطب من قبل الجامعات في باكستان والهند وبنغلاديش وسريلانكا وجنوب أفريقيا درجة البكالوريوس في الطب التكميلي: الطب اليوناني. إنه برنامج مدته خمس سنوات مثل بكالوريوس الطب والجراحة. حامل الدرجة هو المعروف باسم حكيم.

## في الباكستان
إنه شكل من أشكال الطب اليوناني الذي تم إطلاقه لأول مرة في جامعة همدرد ثم في جامعة إسلامية في باكستان.
سیتم القبول في برنامج BEMS لمدته خمس سنوات / برنامج / دورة تدريبية مصرفية بحتة على أساس FSC (قبل الطبي). بعد الانتهاء من برنامج للحصول على درجة علمية وتدريب داخلي لمدة عام واحد، يمكن للخريجين البدء في ممارسة الطب اليوناني بطریقة الحصول على خطوط من NCT كما هو مسجل بموجب قانون UAH 1965-2002. يمكن لخريجي BEMS المؤهلين حاصلين على درجة الماجستير والدكتوراه في باكستان وخارجها في إطار دورة معتمدة في الطب الشرقي (اليوناني) في لجنة الدکتوراہ وایم فیل والجامعات الخاصة والعامة.